# Granite Mountains (Wyoming)
Granite Mountains (ang. Granite Mountains) to relatywnie krótkie pasmo, a w zasadzie plateau, w Górach Skalistych w środkowym Wyomingu w Stanach Zjednoczonych. Pasmo rozciąga się na przestrzeni około 160 km z zachodu na wschód ograniczając od południa basen rzeki Shoshone, a od północy dolinę rzeki Sweetwater Leży na obszarze wschodniej części hrabstwa Fremont i zachodniej części hrabstwa Natrona. Najwyższy punkt, Independence Rock, wznosi się na wysokość 1837 metrów n.p.m. Pasmo obejmuje obszar 4350 km².
Region jest bogaty w wiele minerałów, w tym rudy uranu.